# Happy Anderson
Happy Anderson, född 19 november 1976 i New York, är en amerikansk skådespelare.
Anderson har bland annat medverkat i TV-serien Full Circle från 2023. Han har även medverkat i filmerna The New Mutants och Bad Boys for Life från 2020.

## Filmografi (i urval)
- 2017: Bright
- 2020: Bad Boys for Life
- 2020: The New Mutants
- 2023: Full Circle
- 2023 – The Bikeriders
- 2025 – Your Friends and Neighbors (TV-serie)